# Каньйо-Кристалес
Каньйо-Кристалес (ісп. Caño Cristales) — річка в Колумбії. Витік річки знаходиться в центральній частині Колумбії, на території департаменту Мета в гірському ланцюзі Макарена. Впадає в річку Гуаяберо.

## Загальний опис
Назва річки перекладається як «кришталева річка» або «кришталевий рукав річки». Вона називається місцевими мешканцями «річкою п'яти кольорів» або «рідкою веселкою» -  в річці росте 5 видів водоростей червоного, жовтого, зеленого, чорного і блакитного кольорів.
Каньйо Крісталес являє собою низку стрімчаків, водоспадів, вирів і западин. Її води такі чисті, що можна бачити дно. Цікаво, що в результаті аналізу води було з'ясовано, що вона практично дистильована, тобто не має домішок мінералів і солей. Напевно, тому в річці і не водиться риба. У ложі Каньйо Крісталес зустрічаються п'ять кольорів: жовтий, блакитний, зелений, чорний і червоний. Всі вони є продуктом життєдіяльності численних водоростей і, залежно від пори року, їхня насиченість або слабшає, або посилюється.
Річка Каньйо Крісталес відома як «найкрасивіша річка у світі». Щоб дістатися до неї, потрібно перелетіти літаком від Вільвісенсіо до Макарена, потім проплисти на човні, і, нарешті, йти пішки по стежках до цього природного дива. Кристалес протікає в сельві, її довжина не досягає і 100 кілометрів, а ширина — 20 метрів, через що її не можна назвати великою.
Незвичайна колірна гамма води в річці зобов'язана присутності водоростей. Влітку сонце висушує водорість Macarenia clavijera, і річка набуває фантастично насичений переважно червоний колір. Жовтий, чорний, бірюзовий і зелений окрас також з'являється завдяки різним водоростям. Приміром, водорості Cavija macanince в холодну пору року мають зелений або жовто-зелений колір, а з приходом тепла набувають червоного кольору і його відтінків.
Фантастичний феномен річки втрачається при впадінні Кристалес в Гуаяберо. Оскільки буйство кольору відбувається в жарку пору року, річка відкрита для відвідування туристів з червня по листопад. Взимку і навесні потрапити на береги «кришталевої річки» не можна — статус об'єкта Природної спадщини людства ЮНЕСКО зобов'язує вживати суворих заходів безпеки та охорони її басейну.